# Margrete Heiberg Bose
Margrete Elisabeth Heiberg Bose (Sorø, 1865 – 1952) foi uma física argentina de origem dinamarquesa, a primeira mulher a receber um grau de química na Dinamarca, e possivelmente a primeira física a trabalhar na América Latina e uma das primeiras no Continente Americano.

### História
Nascida em Sorø, Dinamarca, ela era a terceira filha de uma distinta família dinamarquesa de médicos e pastores. Estudou filosofia, matemática e química, graduando-se em 1901. Foi a primeira mulher a receber um mestrado e um Magistra Scientiarum (o equivalente ao doutorado alemão),  na Universidade de Copenhague, defendendo a tese em Química “Exposição sobre a importância da pesquisa em derivados de cianogênio no desenvolvimento da química orgânica. Durante os anos universitários de 1901, 1902 e 1903, foi professora assistente no Instituto de Química da Universidade de Copenhague.  Ela continuou seus estudos com Walther Nernst em Göttingen,[2] Alemanha. Lá ela conheceu seu amigo, Emil Bose, um físico alemão com quem se casou. Mudaram-se para Gdańsk, onde seu esposo foi professor e editor da revista Physikalische Zeitschrift . 
No início dos anos 1900 houve a iniciativa de criar uma universidade nacional de alto nível, tendo como pedra angular um instituto de física, na cidade de La Plata, Argentina.  A Emil Bose foi oferecida a direção do Departamento e Instituto de Engenharia Elétrica da Universidade Nacional de La Plata, sendo finalmente seduzido por não dar mais de três horas de aula por semana, e poder dedicar o resto do tempo à pesquisa. Assim, aceitou e chegou com Margrete em 1909, a quem também foi oferecido um cargo. Também tiveram a honra de reorganizar a Escola Superior de Ciências Físicas da Universidade Nacional, fundada poucos anos antes na referida cidade.  Juntos, ministraram os primeiros cursos de física experimental do país. Em 1910 houve um grande encontro científico, “Congresso Científico Internacional Americano”³,  em Buenos Aires, para comemorar o centenário da Argentina com cerca de 1000 participantes e Margrete foi a única mulher participante.
Pouco depois da abertura oficial do instituto, Emil morreu inesperadamente de febre tifóide em 1911. Embora Margrete fosse a física sênior da instituição, as autoridades decidiram não nomeá-la diretora, por considerarem o cargo inadequado para uma mulher. Ela retornou à Alemanha, em 1912, para o laboratório de Nernst, para uma estadia curta e, novamente em 1915, onde teve que ficar até 1919 por causa da Primeira Guerra Mundial. Embora em licença da Universidade de La Plata, seu cargo foi cancelado devido a problemas financeiros. Após a guerra, ela retornou a La Plata e teve que registrar uma reclamação para recuperar seu cargo, o que acabou fazendo.  No final de 1919 foi nomeada professora assistente de trabalhos práticos de física. Durante 1920 e 1921 trabalhou como bibliotecária do Observatório Astronômico. Em 1921 foi nomeada Professora Substituta e finalmente em 1922 foi nomeada Professora Extraordinária de Trabalhos Práticos de Física do instituto, cargo de acordo com os seus diplomas e formação científica. Margrete tornou-se cidadã argentina em 1937 .Ela continuou sua pesquisa e orientou muitos alunos. Ocupou esse cargo até sua aposentadoria em 31 de julho de 1941, aos 76 anos.

### Fonte
Essa obra contém uma tradução derivada das páginas <Margrete Heiberg Bose> em espanhol e inglês.